# Општина Михаил Когалничану (Тулћа)
Михаил Когалничану (рум. Mihail Kogălniceanu) општина је у Румунији у округу Тулћа.
Oпштина се налази на надморској висини од 25 m.